# Freycinetia formosula
Freycinetia formosula är en enhjärtbladig växtart som beskrevs av Huynh. Freycinetia formosula ingår i släktet Freycinetia och familjen Pandanaceae. Inga underarter finns listade.